# 荒川区コミュニティバス

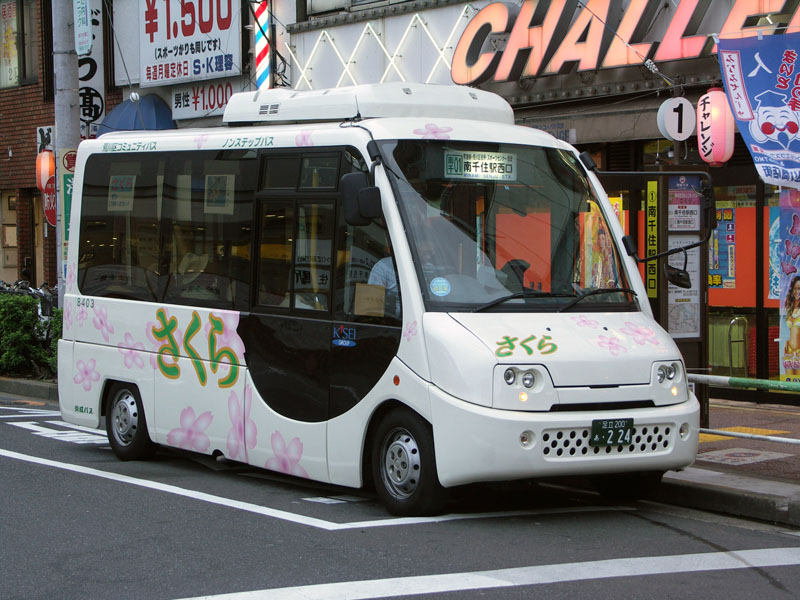
2005年「さくら」運行開始時の専用車両
日野・ポンチョ（初代）
※除籍済

荒川区コミュニティバス（あらかわくコミュニティバス）は、東京都荒川区が運行するコミュニティバス。愛称は「さくら」で、荒川区の木が桜であることに由来する。全路線の運行を京成バス（金町営業所）へ委託している。
2005年（平成17年）4月20日、最初の路線として「さくら」が運行開始された。

## 運行内容
「さくら」の専用バス停留所には、すべてバス停ナンバリングが付与されている（「町屋さくら」も同様であった）。
バスロケーションシステムは、京成バスのバスナビシステムを利用してパソコンやスマートフォンでコミュニティバスの走行位置を検索することができる。

### 運賃・乗車券類
- 運賃支払いには、PASMO・Suicaおよび交通系ICカード全国相互利用サービス対応カードが利用できる[1]。
- 京成バスの「東京都内ICカード金額式定期券」が利用できる[1][5]。
- 京成グループの乗車券「京成グループゴールドパス、ダイヤモンドパス」「京成バス・京成タウンバス都内1日乗車券」「CAN・BUS・LIFE」が利用できる[1][5]。

障害者・高齢者割引
- 各種障害者手帳（身体障害者手帳・療育手帳・精神障害者保健福祉手帳）の提示により運賃無料となる[1][5]。障害者手帳アプリ「ミライロID」も利用できる[1]。
- 東京都シルバーパス、荒川区が発行するコミュニティバス専用福祉乗車証「荒川区コミュニティバス乗車券」の提示により運賃無料となる[1][5]。

#### 2023年の運賃改定
2023年3月31日より、コロナ禍による利用者減少と燃料費・人件費の高騰などを理由に、運賃改定を行った。改定後の運賃と変更点は以下のとおり。
- 運賃は均一制で、大人180円（IC運賃178円）、小人90円（IC運賃89円）[5]
  - 改定前の運賃 - 運賃は均一制で、大人160円（IC運賃157円）、小人80円（IC運賃79円）[1]。
- 専用定期券「さくらPass」（通勤用1か月・3か月・6か月、通学用1か月・3か月）が廃止され、京成バスの「東京都内ICカード金額式定期券」へ変更された[5]。
- 専用定期券から京成バス定期券への変更に伴い、定期券売場がリブレ京成LaLaテラス南千住店サービスカウンターから、京成バス金町営業所へ変更された[5]。
- 東京都シルバーパス、障害者手帳、専用福祉乗車証「荒川区コミュニティバス乗車券」による運賃無料化は維持された[5]。

## 路線

### 現行路線

#### さくら
- 南千01・南千02：南千住駅西口 - 南千住図書館 - アクロシティ - 町屋駅 - 子ども家庭支援センター - 荒川区役所前 - 南千住駅西口
（南千01 - 南千住図書館先回り／南千02 - 荒川区役所前先回り）
- 南千02-1：南千住駅西口 → ゆいの森あらかわ → 子ども家庭支援センター → 町屋駅 → アクロシティ → 南千住図書館 → 南千住駅西口
（土休日のみ運行）

2005年（平成17年）4月20日運行開始。南千住駅西口を起点としてアクロシティ、町屋駅、荒川区役所を経由し、南千住駅西口に戻る約6kmの循環路線である。当初は反時計回りに循環する南千01系統のみであった。
2007年12月末、南千02系統が新設された。これは夕方から夜にかけて、町屋駅→アクロシティ→グリーンハイム荒川と、逆向きに走る系統であった。
2015年3月29日より、南千02系統を循環系統（時計回り）として「さくら」の運行を双方向化した。また同日より「汐入さくら」の車両が小型車から中型車へ変更されたため、さくら→汐入さくらへの直通運行を廃止した。
2017年3月26日より、南千02-1系統を運行開始し、土休日の日中のみ同日開設した区立の複合施設「ゆいの森あらかわ」を経由して運行する。
なお「さくら」では、前日17時の天気予報で平日翌朝の降水確率が50%以上の場合には、朝の運転本数をグリーンハイム荒川から町屋駅までに限り4便増回するサービスを実施し、雨の日の潜在需要の掘り起こしを行っていたが、2020年6月26日の改正でこのサービスは廃止された。

### 廃止路線

#### 町屋さくら
- 町屋04：新三河島駅 → 首都大学東京荒川キャンパス → 尾久橋（熊野前駅） → 尾竹橋 → 町屋駅 → 子ども家庭支援センター → 新三河島駅
- 町屋05：子ども家庭支援センター - 町屋駅 - 尾竹橋 - 首都大学東京荒川キャンパス[注釈 1] - 尾久橋（熊野前駅）
（子ども家庭支援センター行は土休日運休）
- 町屋05-1：尾久橋（熊野前駅） → 尾竹橋 → 町屋駅 → 新三河島駅 → 子ども家庭支援センター
（土休日運転）

2012年（平成24年）11月1日、新三河島駅を起点とし尾久・町屋地区を循環する「町屋さくら（町屋04系統）」が運行開始。町屋04系統は起終点の新三河島駅をまたいで乗車できた。
2014年（平成26年）11月1日、子ども家庭支援センター - 尾久橋（熊野前駅）間の区間便「町屋さくら（町屋05系統）」が運行開始。
2017年（平成29年）3月26日より、土休日は町屋04系統を運休とし、子ども家庭支援センター - 尾久橋間の町屋05・町屋05-1系統のみ運行となる（町屋05-1系統のみ、新三河島駅にも停車する）。
2020年（令和2年）6月26日のダイヤ改正をもって町屋04系統が廃止され、町屋05・町屋05-1系統のみの運行となる。
2022年（令和4年）3月31日をもって、町屋05・町屋05-1系統も廃止され「町屋さくら」は全廃となった。
2023年（令和5年）7月3日より「町屋さくら」廃止の代替として、タクシー事業者と連携したデマンド型交通「町屋地域デマンド交通」の実証運行を開始した。運行区間は町屋駅 - 清掃事務所前、運行日は10時から15時まで(令和5年9月19日から運行時間帯が午前8時から午後1時までに変更)、土休日は運休。利用には事前登録が必要で、タクシー事業者が保有する通常のセダンタクシー車両を使用した乗合タクシー形式となる。実証運行期間は2024年（令和6年）3月29日までの約9か月間を予定する。

#### 汐入さくら
- 南千03：南千住駅西口 - 隅田川駅 - 瑞光橋公園 - 汐入公園 - 東京リバーサイド病院 - 南千住駅東口

2008年（平成20年）10月31日運行開始。南千住駅を起点とし汐入地区を循環する路線であった。運行はそれぞれ南千住駅西口・東口で打ち切られた。南千住駅（西口・東口とも）で「さくら」との乗り継ぎが可能であった。
運行開始当初は一部便で、さくら - 汐入さくらの直通運転を行っていたが、前述のとおり2015年3月29日に「汐入さくら」の車両を小型車から中型車に置き換えたため、「さくら（南千01）」からの直通便を廃止した。
2025年3月31日の運行をもって廃止。

## 車両
現行の専用車両として、日野・ポンチョ（2代目HX系、2ドアロングボディ）を使用する。検査や故障などで専用車両が使用できない場合は、京成バスカラーの日野・ポンチョが代走する。
運行開始当初は、専用車両として小型ノンステップバスの日野・ポンチョ（初代）を導入した。カラーリングは初代から白基調に淡いピンクで桜の花を散らしたデザインであった。このデザインは2代目ポンチョにも受け継がれている。
2008年の「汐入さくら」運行開始時に、日野・ポンチョ（2代目HX系、2ドアロングボディ）が2台導入されたが、この車両は2015年3月29日に日野・ポンチョから中型車のいすゞ・エルガミオに置き換えられたが、中型車は「さくら」専用塗装ではなく、京成バスの一般路線車に「汐入さくら」専用のステッカー・バスマスクを装着して使用する。なおこの車両代替の際に「汐入さくら」で運行開始時から使われていたポンチョ2台が京成グループの千葉内陸バスへ移籍し、同社が受託する千葉県四街道市のコミュニティバス、市内循環バス ヨッピィの初代車両を代替する形で使用されている。
2012年11月の「町屋さくら」運行開始時にも、日野・ポンチョ（2代目HX系、2ドアロングボディ）が導入されたが、この車両には、荒川区のシンボルキャラクター「あら坊・あらみぃ」も描かれていた。